# 笑林 (相声演员)
笑林（1956年2月2日—2015年3月23日），原名赵学林，曾用名赵小林、赵别林，艺名笑林，男，北京人，中国相声演员、主持人，一级演员。

## 生平
笑林3岁拜刘司昌为师，学习山东快书，4岁开始登台演出。小时候参加过中央人民广播电台少年广播合唱团。年轻时曾经到农村插队。进入北京曲艺团之后，起初说山东快书，后来才拜马季为师，改说相声。
笑林原名赵学林，是按照家中辈分排的“学”字辈名字，后来赶上“批林批孔”，为避嫌而改名叫赵小林。赵小林这名字用了20多年，直到被调到北京曲艺团。北京相声界还有一个名叫赵小林的相声作家，为了避免重名，笑林乃更名为赵别林，但又被人指为想跟卓别林套近乎。后经李谷一建议，改名笑林。
1980年开始与李国盛合作，创作、表演了一百多段相声，多次获中国相声大奖，并获评为中国最佳相声搭档。1981年，笑林获得全国曲艺汇演二等奖。1983年，获得北京市中青年调演表演奖。1984年，笑林、李国盛在全国相声评比中表演相声《改革措施》荣获创作一等奖、表演二等奖。1988年，笑林、李国盛获全国泰山杯相声大奖赛金奖。1995年，获得“侯宝林金像奖”。笑林曾连续12年登上中国中央电视台春节联欢晚会，表演了《怪声独唱》、《学播音》、《攀比》、《别挤了》、《招聘》、《笑星劝酒》、《送春联》、《咱也试一把》等作品。其中，1997年，参演中国中央电视台春节联欢晚会相声《送春联》。2001年，在中国中央电视台春节联欢晚会中，与王平、尹卓林、赵保乐表演相声《咱也试一把》。他与搭档李国盛、作家王存立合作举办了《笑林李国盛幽默说唱会》。他曾在旧版CCTV-7《每日农经》等节目中担任主持人。2007年任中国铁路文工团说唱团团长。他是中国曲艺家协会理事，北京曲艺家协会副主席。曾任中华全国青年联合会常委，北京市青年联合会副主席。还是法学硕士。2010年，获得由中共北京市委宣传部、北京市文联评选的北京市第五届“德艺双馨”艺术家。
笑林的相声以歌柳见长（柳活指以学唱为主的段子，歌柳指唱歌）。因为在相声《学电台》中的模仿比較逼真而被观众们称为“笑林广播电台”。
2015年3月23日，笑林因患白血病逝世，享年59岁。